# 布特鲁尔德-安夫勒维尔
布特鲁尔德-安夫勒维尔（法語：Bourgtheroulde-Infreville，法語發音：[buʁtəʁuld ɛ̃fʁəvil]）是法国厄尔省的一个旧市镇，位于该省北部偏西，属于贝尔奈区。布特鲁尔德-安夫勒维尔于1973年由原市镇布特鲁尔德（Bourgtheroulde）和安夫勒维尔（Infreville）合并而成。2016年1月1日，布特鲁尔德-安夫勒维尔与相邻的另外2个市镇合并为新市镇大布特鲁尔德（Grand Bourgtheroulde），布特鲁尔德-安夫勒维尔为新市镇的政府驻地。

## 地理
布特鲁尔德-安夫勒维尔（49°17'55"N, 0°52'24"E）面积11.62 平方千米，位于法国诺曼底大区厄尔省，该省份为法国北部内陆省份，北起滨海塞纳省，西接奧恩省和卡爾瓦多斯省，南至厄尔-卢瓦省，东临瓦兹省、瓦兹河谷省和伊夫林省。
布特鲁尔德-安夫勒维尔的时区为UTC+01:00、UTC+02:00（夏令时）。

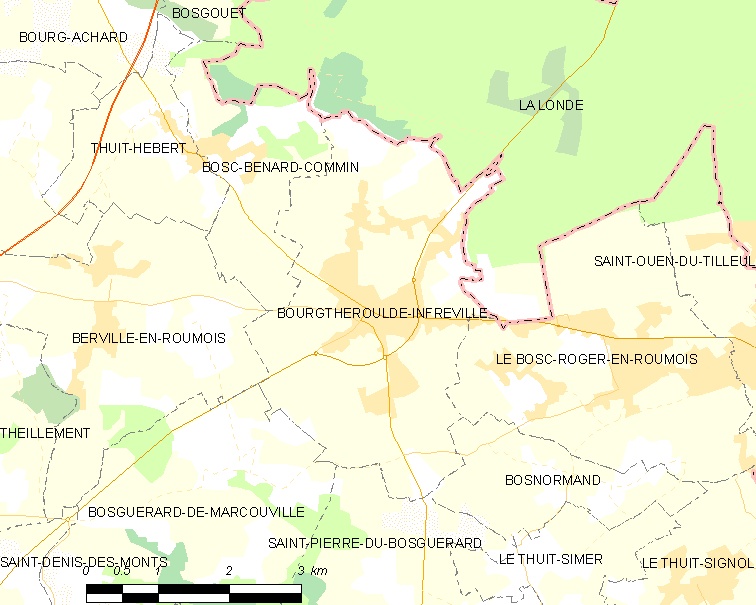
布特鲁尔德-安夫勒维尔的OSM定位图

## 行政
布特鲁尔德-安夫勒维尔的邮政编码为27520，INSEE市镇编码为27105。

## 政治
布特鲁尔德-安夫勒维尔所属的省级选区为大布特鲁尔德县。

## 人口
布特鲁尔德-安夫勒维尔于2017年1月1日时的人口数量为3171人。

1962-2008年间布特鲁尔德-安夫勒维尔人口变化图示